# (123860) Davederrick
(123860) Davederrick est un astéroïde de la ceinture principale.

## Description
(123860) Davederrick est un astéroïde de la ceinture principale. Il fut découvert le 16 février 2001 à Nogales par Michael Schwartz et Paulo R. Holvorcem. Il présente une orbite caractérisée par un demi-grand axe de 3,05 UA, une excentricité de 0,10 et une inclinaison de 9,8° par rapport à l'écliptique.

## Compléments